# Guilde de Saint-Knud
La première Guilde de Saint-knud ou Guilde de Knud était une association de marchands créée au XIIe siècle à Schleswig (ville allemande) alors sous domination danoise. La Guilde de Saint-knud avait Knud Lavard (1096−1131), fils de Éric Ier de Danemark et Duc de Schleswig comme protecteur.
L´idée de Guilde de marchands s´est répandue dans de nombreuses villes danoises et scandinaves. Leur sphère d´influence s´étendait sur la mer Baltique et de ce fait ils étaient en concurrence directe avec la Ligue Hanséatique. À leur apogée, il exista 50 Guildes de Knud.
Les frères de la Guilde prêtaient serment de se soutenir en cas d´urgence ou de maladie. Au Moyen Âge classique, les guildes établirent des règles et un droit commerciaux pour le commerce maritime et terrestre. La juridiction très stricte de la guilde était très puissante et pouvait parfois surpasser la juridiction de bailli du royaume. La guilde avait son propre autel dans l´église Sainte-Marie de Flensbourg. 
À cette époque, les marchandises issues des pays de la mer Baltique sous influence du royaume de Danemark transitaient par les ports de Schleswig ou de Flensbourg pour être exporté vers les ports de la mer du Nord tels que Husum, Tondern ou Ribe. Cette route commerciale était en concurrence directe avec les routes commerciales de la Hanse partant des villes hanséatiques de Lübeck et Hambourg.
Après la Réforme protestante, la plupart des guildes de Saint-Knud se sont dissoutes, mais de nouvelles guildes de Saint-Knut se sont reformées au XXe siècle, comme à Lund ou à Landskrona.

## Liste des guildes de Saint-Knud
- Guilde de Saint-Knud (Flensbourg)
- Guilde de Saint-Knud (Laholm)
- Guilde de Saint-Knud (Landskrona)
- Guilde de Saint-Knud (Lund)
- Guilde de Saint-Knud (Malmö)
- Guilde de Saint-Knud (Ringsted)
- Guilde de Saint-Knud (Ronneby)
- Guilde de Saint-Knud (Schleswig)
- guilde de Saint-Knud (Skanör-Falsterbo)
- Guilde de Saint-Knud (Tallinn)
- Guilde de Saint-Knud (Tumathorp) (Tommarp)
- Guilde de Saint-Knud (Visby)
- Guilde de Saint-Knud (Ystad)